# Charaxes albifascia
Charaxes albifascia är en fjärilsart som beskrevs av Edward Bagnall Poulton 1926. Charaxes albifascia ingår i släktet Charaxes och familjen praktfjärilar. Inga underarter finns listade i Catalogue of Life.